# Bernardo Chavez Rico
Bernardo Chavez Rico (né le 13 octobre 1941, mort le 3 décembre 1999) était un important luthier spécialisé dans les guitares. Il était connu sous le nom de Bernie Rico Senior ou plus simplement B.C.
Il est né dans l'est de Los Angeles en Californie. Il travaillait avec son père et il a commencé sa carrière en construisant des banjos et des ukuleles dans les années 50. Il a ensuite fabriqué des guitares acoustiques sous le nom « B.C. Rico ». Ces guitares sont aujourd'hui très rares, avec environ seulement 300 pièces restantes.
En 1967, le nom de sa société a été changé et est devenue B.C. Rich Guitars.
Chavez Rico avait aussi une passion pour la moto et surtout pour les customisations en peinture. Ceci lui a donné des idées pour créer des guitares avec des formes originales et un style agressivement menaçant, qui ont contribué à la notoriété de ses réalisations.